# Antón Borja
Jesús Antonio Borja Álvarez, más conocido como Antón Borja (Bilbao, 10 de marzo de 1945-ibídem, 16 de junio de 2015) fue un ingeniero, economista y profesor universitario vasco colaborador de diversas organizaciones y medios de comunicación.

## Infancia y juventud
Nacido en Bilbao, estudió en los Escolapios y posteriormente en la escuela de Ingeniería Técnica (‘Peritos’) de La Casilla donde obtuvo el título de Ingeniería Técnica. A los 25 años se trasladó a vivir durante un año a París una experiencia que le marcaría personalmente. A su regreso cursó estudios de ingeniería superior obteniendo el título de Ingeniero Industrial especializado en Química en la escuela de Ingenieros de San Mamés de Bilbao. 

## Experiencia laboral y profesional
Durante sus primeros años en el mundo laboral ejerció de profesor de Formación Profesional en distintas escuelas e institutos de Bilbao y de fuera del País Vasco. Posteriormente comenzó a trabajar en el colegio de Ingenieros, puesto que abandonaría para integrarse en la plantilla del recién creado Instituto de Escurce en el barrio de Irala. En dicho instituto ejerció de profesor durante unos años. Durante la segunda mitad de la década de los 80 cursó el doctorado en Economía, convirtiéndose en Doctor y comenzando a trabajar como profesor de economía en la Universidad del País Vasco  (EHU-UPV), integrándose en el departamento de Economía Aplicada I. Ejerció principalmente en la Facultad de Ciencias sociales y de la Comunicación, pero también en la Facultad de Ciencias Económicas y Empresariales, Química y en las Aulas de la Experiencia.

## Materias de trabajo y áreas de interés
Mostró intereses variados aunque cercanos entre sí que le llevaron a estudiar numerosas materias y a colaborar con personas y organismos con intereses temáticos similares, así como a aportar su visión en distintas publicaciones acerca de estas materias.
Entre otras materias se interesó por las siguientes: Relaciones entre el mundo educativo y él ámbito productivo, sistema pedagógico y educativo, los sistemas de prevención de riesgos laborales, la deslocalización de empresas, la crisis económica iniciada en 2008, política industrial y la soberanía económica.

## Colaboraciones
A lo largo de su vida colaboró con organismos que trabajan en el ámbito educativo, sindicatos, partidos políticos y organismos sociales varios. 
Colaboró en la fundación de Gaindegia, observatorio dedicado a fomentar el conocimiento y la opinión sobre la economía y la sociedad de Euskal Herria, y también en la fundación Ekoneus, organismo contrario a la privatización de Kutxabank y favorable a su permanencia como entidad financiera pública.
Fue consejero del Consejo Económico y Social (CES) del País Vasco, así como consejero de las Juntas Generales de Vizcaya en la asamblea de BBK.
También colaboró con distintos medios de comunicación aportando su opinión principalmente en materia económica. Los medios con los que principalmente colaboró fueron Gara , Rebelión y medios del grupo EITB.

## Obras publicadas
- Relaciones entre formación y empleo : la educación técnico-profesional en Francia, Italia y Gran Bretaña. Gobierno Vasco (1990).
- Inserción y búsqueda de empleo. Con R. Herranz, J.R. Álvarez y M. Garmendia. Centro de Investigación , Documentación y Evaluación (1992)
- Cooperación Transfronteriza Euskadi-Aquitania. Aspectos políticos, económicos y de Relaciones Internacionales. Con Francisco Letamendia y José Luis de Castro. Universidad del País Vasco (1994).
- La construcción del espacio vasco-aquitano: un estudio multidisciplinar. Con Francisco Letamendia y Kepa Sudupe.  Universidad del País Vasco (1998).
- Euskal Herria: año 1000, año 2000 (Historia, economía, ecología y cultura).Con J.L. Orella, E. Urtasun, K. Ravelli, A. Mendizabal, N. Jurado, A. Frías, I. Gil de San Vicente e I. Ortega. Basandere (2000)[13]
- Ekonomia soziala en Euskal Herriko ekonomia de Yolanda Jubeto, Solange Mariluz y Mikel Zurbano (coordinadores). UEU. (2002)
- Qué futuro para la economía en Iparralde. Con Mikel Gómez Uranga en Acción colectiva hegoalde-iparralde de Francisco Letamendia (coord.) Fundamentos. (2006)[14]
- Euskal Herriko ekonomiaren historia . Gaiak (2010)[15]

## Fallecimiento
Estando muy próxima su jubilación como profesor universitario falleció súbitamente y de manera inesperada el 16 de junio de 2015 a los 70 años de edad como consecuencia de un fallo cardiaco.